# Слепов, Максим Николаевич
Сле́пов Макси́м Никола́евич (род. 20 сентября 1973, Волгоград, РСФСР, СССР) — российский государственный и политический деятель. Мэр Сургута с 3 июля 2024 года.

## Биография
Родился 20 сентября 1973 года в городе Волгоград, СССР.

## Образование
В 1997 году окончил Тюменскую государственную медицинскую академию по специальности «Лечебное дело». В 2004 году получил второе высшее образование в Московском государственном социальном университете по специальности «Государственное и муниципальное управление».
В 2005-2008 годах прошёл обучение в Академии народного хозяйства при Правительстве Российской Федерации по программе подготовки руководящих кадров «Президент», в 2005-2007 годах – по программе MBA «Мастер делового администрирования».

## Карьера
Начал работать в Сургуте в 1998 году врачом-нефрологом в Окружном кардиологическом диспансере «Центр диагностики и сердечно-сосудистой хирургии». Трудился на руководящих должностях в Центре диагностики и сердечно-сосудистой хирургии, Сургутском филиале Окружного фонда обязательного медицинского страхования. В 2007-2024 годах возглавлял Сургутскую городскую клиническую поликлинику № 1. Имеет высшую квалификационную категорию по специальности «Организация здравоохранения», кандидат медицинских наук.
С 2011-2024 год был депутатом Думы города Сургута V, VI и VII созывов. С 2021 по 2024 годы – Председатель Думы города Сургута, председатель постоянного комитета Думы города по бюджету, налогам, финансам и имуществу.
С 2005 года является членом Всероссийской политической партии «Единая Россия».
3 июля 2024 года избран Главой города Сургута, 5 июля 2024 года официально вступил в должность.
Является президентом федерации волейбола Сургута.
С 2022 года член Команды Путина и член Команды Югры.
Курировал реализацию национального проекта «Здравоохранение» в регионе и является соавтором программы модернизации системы здравоохранения округа. 
Является волонтером Гуманитарного корпуса, посетил Донбасс в рамках проекта «Доброслужащий».

## Деятельность в должности Главы Сургута
- Завершил обход микрорайонов города. Маршруты выстраивали с учётом обращений, которые получают депутаты в Думе города, и запросов от жителей на различных платформах. С 10 июля в ходе пеших инспекций было выявлено около 500 отклонений от норм содержания и благоустройства. Замечания будут устранены ответственными исполнителями.[9]
- Выработал чек-листы для УК, муниципальных служб, дорожников. В них указано, на что обращать внимание, и алгоритм действий. Для оперативного решения проблем решили взять за основу опыт Москвы — штабы.[10]

- Обозначил проблемы с транспортом, качеством воды, ремонтом дорог. В своей предвыборной речи кандидат коснулся и глобальных вопросов в развитии города (дороги, строительство, благоустройство).

- В планах на 2025 год - построить двухуровневые развязки на Нефтеюганском шоссе и не только.[11]

Кроме того, 6 января 2025 года стало известно, что Максим Слепов добился выделения 80 млн рублей на автобусы для Сургута.

## Личная жизнь
Женат на Анастасии Черняк, дочери экс-главы Сургутской филармонии Якова Черняка.
Воспитывает четверых детей - двух дочерей и двух сыновей.
Старшая дочь Софья, выпускница гимназии Салманова, была первой, кто сдавал ЕГЭ по английскому в устной форме в Сургуте. Сейчас девушка работает в Москве.
Старший сын, тоже выпускник гимназии Салманова.

## Награды
- Нагрудный знака «Отличник здравоохранения» (2018 г.)
- Почётные грамоты Департамента здравоохранения ХМАО-Югры (2010 г.), Министерства здравоохранения РФ (2013 г.),  Территориального фонда обязательного медицинского страхования ХМАО–Югры (2013 г.).
- Почётные грамоты и благодарственные письма Тюменской областной Думы (2010, 2016 г.), Думы Ханты-Мансийского автономного округа–Югры (2019, 2024 г.), Думы города Сургута (2014 г.).
- Благодарность Главы города Сургута (2017 г.)
- Знак «За заслуги перед городом Сургутом» (2022 г.).
- Почётная грамота и нагрудный знак премии «Команда Путина» (2022 г.)[13]
- В 2010 и 2013 годах занесён на Доску Почёта города Сургута.
- Обладатель золотого значка ГТО.[3]